# Hegyi Ilona
Hegyi Ilona, M. Hegyi (Marosvásárhely, 1902. augusztus 3. – Auschwitz, 1944. december) erdélyi magyar író, újságíró. Metz István orvos, majd Révész Imre költő felesége.

## Életpályája
A perzsaszőnyegszövő műhelyében dolgozó proletárlányok megismerése mély benyomást keltettek benne, megírta Szövőlány című regényét, melyet a Brassói Lapok közölt folytatásokban (1932), majd a Faust Kiadó Budapesten könyvalakban is kiadta, Kandó Gyula címlapjával (1934). Közben a budapesti Új Idők néhány novelláját, a Bukaresti Lapok és a Brassói Lapok számos kisebb cikkét közölték, az utóbbiakban egyre élesebben leplezte le a polgári társadalom visszásságait.
Második regényét (Fábián et Comp.) a Brassói Lapok adta ki (Brassó 1934). Második férjével Párizsba ment, ahol közösen írt színművüket éppen elfogadta egy párizsi színház, pont amikor kitört a második világháború. A a házaspár hazamenekült. Külvárosi kút és angolra is lefordított Öt arany tallér című regénye, valamint Történet egy képzelt államban és A gyilkos esküvő című színdarabja már nem talált kiadóra. Élete utolsó évei mellőzöttségben teltek el. Tompa László 1950-ben Emlékezés, fogadalom című versével áldozott emlékének.
A Szövőlány 1961-es újrakiadása – Tompa László előszavával – tette lehetővé, hogy az írónő emléke ne menjen feledésbe.

## További irodalom
- Csehi Gyula: A múltból, a múltról – a jelennek. Utunk, 1961/51.
- Polgár István: Hegyi Ilona: Szövőlány. Igaz Szó, 1962/2.
- Huszár Ilona: Hegyi Ilona. Igaz Szó 1973/7.